# 721 до н. е.

## Події
В битві при Дері еламський цар Хумбан-нікаш переміг Саргона II.

### Астрономічні явища
- 4 березня. Часткове сонячне затемнення.[1]
- 2 квітня. Часткове сонячне затемнення.[1]
- 28 серпня. Часткове сонячне затемнення.[1]